# الروبوتات والتغييرات
الروبوتات والتغييرات هي المجموعة الأخرى من الخيال والخيال العلمي القصص يستر ديل ري، التي قامت بنشرها بالانتين كتب في عام 1957.

## محتويات
- «مواسير المقلاة» (غير معروف 1940)
- «الصغير جيمي» F&amp;SF 1957)
- «النحاسي» (غير معروف 1939)
- «بدون قيود» (إذا كان عام 1954)
- «المياه الساكنة» (الكون الرائع 1995)
- «اللطف» (مذهل 1944)
- "الاستقرار" (دوامة"1953)
- «حراس البيت» (الكون الرائع 1956)
- " Uneasy Lies the Head " (عشرة قصة خيالية 1951)
- «الوحش» (Argosy 1951)
- " في يديك " (مذهل 1945)

تم نشر «النحاسي» في الأصل باسم "إيلوان كوبرسميث " "تم نشر المياه الساكنة في الأصل باسم" في المياه الساكنة. " 

## استقبال
كتب فلويد سي جيل ان كل القصص "تحمل طابع تعاطف تجاه غير البشر، [ديل راي]  وقد وجد ديمون نايت ان القصص "لاتُنسى بسبب تعاطفهم الهادئ«وشرح إيرل هيث الكتاب بأنه» قصص جيدة ومختلفة [والتي] سوف تروق لك، وتثيرك، وربما تهدئك قليلاً 

## انظر ايضاً
- الروبوت الكامل
- التغير المؤقت
- العلم وآفاق المستقبل